# Čikaši Masuda
Čikaši Masuda (* 19. červen 1985) je japonský fotbalista.

## Klubová kariéra
Hrával za Kashima Antlers, Montedio Yamagata, Ulsan Hyundai, Omiya Ardija.

## Reprezentační kariéra
Čikaši Masuda odehrál za japonský národní tým v roce 2012 celkem 1 reprezentační utkání.

## Statistiky
| Japonsko | Japonsko | Japonsko |
| Roky     | Záp.     | Góly     |
| -------- | -------- | -------- |
| 2012     | 1        | 0        |
| Celkem   | 1        | 0        |